# Jacek Ziober
Jacek Ziober (* 18. November 1965 in Łódź, Polen) ist ein ehemaliger polnischer Fußballspieler und jetziger Trainer. 
Als Profifußballer spielte er unter anderem in Polen, Frankreich, Spanien und den USA. Ziober lief 46-mal für die polnische Nationalmannschaft auf und erzielte acht Tore.
Nach seiner aktiven Fußballerlaufbahn war er unter anderem Trainer der Polnischen Beach-Soccer-Nationalmannschaft. Momentan trainiert er den polnischen Viertligisten Górnik Łęczyca.

## Erfolge
- Dritter U18-EM (1984)
- Polnischer Fußballer des Jahres (1990)

| Personendaten    | Personendaten             |
| ---------------- | ------------------------- |
| NAME             | Ziober, Jacek             |
| KURZBESCHREIBUNG | polnischer Fußballspieler |
| GEBURTSDATUM     | 18. November 1965         |
| GEBURTSORT       | Łódź, Polen               |